# Алеко Пишутов
Алеко Пишутов е гръцки комунистически деец и партизанин от Егейска Македония.

## Биография
Роден е през 1918 година в Гумендже. Взема участие в Итало-гръцката война. През март 1944 година влиза в 30-а бригада на ЕЛАС и се сражава в планините Паяк и Каймакчалан. След това през пролетта на 1945 година се прехвърля в Булкес, Югославия. Завръща се през март 1946 година и влиза в НОФ. През ноември 1946 година влиза в редиците на 24-та бригада на ДАГ. Умира през 1947 година в планината Паяк.